# Rhyothemis vidua
Rhyothemis vidua is een libellensoort uit de familie van de korenbouten (Libellulidae), onderorde echte libellen (Anisoptera).
De wetenschappelijke naam Rhyothemis vidua is voor het eerst geldig gepubliceerd in 1878 door Edmond de Sélys Longchamps.